# 中国硅酸盐学会
中国硅酸盐学会（英語：Chinese Ceramic Society）是由中国硅酸盐科学技术工作者自愿组成并依法登记成立，具有学术性、公益性的法人社会团体。主办无机非金属材料研究领域学术期刊《硅酸盐学报》。
截至2018年7月，学会拥有个人会员20081余人，团体会员49个；下辖3个工作委员会、5个办事机构、21个专业分会、25个地方学会。

## 历史
中国硅酸盐学会的前身是在硅酸盐科学家赖其芳倡导下于1945年成立的中国陶学学会（简称中国陶学会）。1951年1月改名为中国窑业工程学会，同年10月因故停止活动。1956年12月在北京成立中国矽酸盐学会筹委会。1959年11月25日在上海召开的第一次全国会员代表大会上定名为中国硅酸盐学会。1966年至1972年因文化大革命停止运作。中国硅酸盐学会的挂靠单位是国家建筑材料工业局。学会办事机构的日常工作受国家建材局党组织的领导。

## 组织机构

### 办事机构
- 办公室
- 国内学术交流及科学普及部
- 国际学术交流工作部
- 编辑出版部
- 科技咨询部

### 专业分会
- 矿物材料分会
- 绝热材料分会
- 工程技术分会
- 固废分会
- 薄膜与涂层分会
- 测试技术分会
- 溶胶凝胶分会
- 固态离子学分会
- 环境保护分会
- 搪瓷分会
- 自动化分会
- 工艺岩石学分会
- 玻璃钢分会
- 玻璃纤维分会
- 耐火材料分会
- 特种玻璃分会
- 特种陶瓷分会
- 电子玻璃分会
- 陶瓷分会
- 玻璃分会
- 混凝土与水泥制品分会
- 非金属矿分会
- 房屋建筑材料分会
- 晶体生长与材料分会
- 水泥分会

### 工作委员会
- 科普工作委员会
- 学术工作委员会
- 科技咨询工作委员会